# فرماندهی مرکزی اسرائیل
فرماندهی مرکزی اسرائیل (عبری: פיקוד מרכז‎) یا فرماندهی جبهه مرکزی اسرائیل (به‌اختصار:پاکماز) سپاه منطقه‌ای نیروهای دفاعی اسرائیل است، که در سال ۱۹۴۸ تأسیس شد و وظیفه فرماندهی و کنترل کلیه تیپ‌ها، لشکرها و یگان‌های نیروهای مسلح این کشور را در مناطق کرانه باختری، اورشلیم و غوش دان برعهده دارد. هم‌اکنون سرلشکر آوی بلوث به‌عنوان فرمانده جبهه مرکزی فعالیت می‌کند.
در طول جنگ اعراب و اسرائیل در سال ۱۹۴۸، فرماندهی مرکزی مسئول تلاش‌های جنگی علیه اردن، به ویژه در جاده اورشلیم، و اشغال "مثلث کوچک" (شارون شرقی)، لود و رمله بود. در طول جنگ شش روزه، این فرماندهی اشغال کرانه باختری از اردن را رهبری کرد. از زمان انتفاضه اول، این فرماندهی در درجه اول در حوزه‌های امنیتی و ضد تروریسم، همچنین اقدامات نظامی متعارف‌تر در کرانه باختری فعالیت می‌کند.